# Disney Babble
O Disney Babble é um site dedicado á mães e famílias, administrado pela The Walt Disney Company. O site tem como público alvo as mães.
O portal foi lançado pela The Walt Disney Company América Latina.